# Pedicularis cryptantha
Pedicularis cryptantha là loài thực vật có hoa thuộc họ Cỏ chổi. Loài này được C. Marquand & Airy Shaw mô tả khoa học đầu tiên năm 1929.